# Damernas distans vid världsmästerskapen i skidskytte 2021
Damernas distans vid världsmästerskapen i skidskytte 2021 arrangerades den 16 februari 2021 i Pokljuka i Slovenien. Det var mästerskapets sjätte tävling, den tredje för damer. Tävlingens distans var 15 km med individuell start och med fyra skytten - ett liggande, ett stående, ett liggande och ett stående skytte – där varje missat skott gav en minuts tilläggstid. 97 deltagare från 30 nationer deltog.
Världsmästare blev Markéta Davidová från Tjeckien som därmed tog sitt första guld och sin första individuella medalj vid världsmästerskap; hon hade sedan tidigare endast ett brons i mixstafett från 2020. Hanna Öberg från Sverige, regerande olympisk mästare i distans, tog silver och därmed sin andra medalj under mästerskapet och sin sjätte världsmästerskapsmedalj i karriären. Bronsmedaljör blev Ingrid Landmark Tandrevold från Norge som tog sin fjärde världsmästerskapsmedalj i karriären och sin andra individuella VM-medalj; hennes första var ett silver i sprint 2019.
Regerande världsmästare från 2020 var Dorothea Wierer från Italien, medan Vanessa Hinz från Tyskland var regerande silvermedaljör och Marte Olsbu Røiseland från Norge var regerande bronsmedaljör. Ingen av dem lyckades försvara sin medalj; Wierer slutade på nionde plats, Hinz på 33:e plats och Røiseland på 20:e plats.

## Resultat
Tävlingen startade kl. 12:05 lokal tid (UTC+1). Ett missat skott gav en minuts tilläggstid.
| Pl | Nr | Namn                       | Nation                | Skytte  | Tid     | Diff.   |
| -- | -- | -------------------------- | --------------------- | ------- | ------- | ------- |
| 1  | 39 | Markéta Davidová           | Tjeckien              | 0+0+0+0 | 42.27,7 | ±0      |
| 2  | 22 | Hanna Öberg                | Sverige               | 0+0+1+0 | 42.55,6 | +27,9   |
| 3  | 56 | Ingrid Landmark Tandrevold | Norge                 | 0+1+0+0 | 43.31,7 | +1.04,0 |
| 4  | 25 | Lisa Theresa Hauser        | Österrike             | 0+0+0+2 | 44.19,9 | +1.52,2 |
| 5  | 93 | Svetlana Mironova          | Ryska skidskytteförb. | 0+0+1+1 | 44.33,5 | +2.05,8 |
| 6  | 67 | Selina Gasparin            | Schweiz               | 1+0+0+1 | 44.37,3 | +2.09,6 |
| 7  | 12 | Franziska Preuß            | Tyskland              | 0+1+0+1 | 44.42,1 | +2.14,4 |
| 8  | 97 | Irene Cadurisch            | Schweiz               | 0+0+0+1 | 44.42,9 | +2.15,2 |
| 9  | 10 | Dorothea Wierer            | Italien               | 0+0+1+1 | 44.47,9 | +2.20,2 |
| 10 | 47 | Julia Schwaiger            | Tyskland              | 0+1+0+0 | 44.48,5 | +2.20,8 |
| 11 | 21 | Ida Lien                   | Norge                 | 0+0+0+2 | 44.52,0 | +2.24,3 |
| 12 | 8  | Lena Häcki                 | Schweiz               | 1+1+0+0 | 44.52,3 | +2.24,6 |
| 13 | 90 | Anastasija Merkusjyna      | Ukraina               | 1+0+0+0 | 44.55,7 | +2.28,0 |
| 14 | 73 | Larisa Kuklina             | Ryska skidskytteförb. | 1+0+0+0 | 44.56,0 | +2.28,3 |
| 15 | 33 | Denise Herrmann            | Tyskland              | 1+1+0+0 | 44.57,4 | +2.29,7 |
| 16 | 11 | Monika Hojnisz-Staręga     | Polen                 | 1+0+0+1 | 45.00,6 | +2.32,9 |
| 17 | 14 | Dzinara Alimbekava         | Belarus               | 0+0+1+1 | 45.05,4 | +2.37,7 |
| 18 | 59 | Anaïs Bescond              | Frankrike             | 0+1+0+1 | 45.16,6 | +2.48,9 |
| 19 | 75 | Elisa Gasparin             | Schweiz               | 0+0+0+1 | 45.27,5 | +2.59,8 |
| 20 | 36 | Marte Olsbu Røiseland      | Norge                 | 0+0+1+2 | 45.29,1 | +3.01,4 |
| 21 | 7  | Linn Persson               | Sverige               | 0+2+0+0 | 45.34,2 | +3.06,5 |
| 22 | 30 | Emma Lunder                | Kanada                | 1+0+0+1 | 45.45,1 | +3.17,4 |
| 23 | 45 | Tiril Eckhoff              | Norge                 | 1+1+2+0 | 45.46,5 | +3.18,8 |
| 24 | 20 | Uljana Kajsjeva            | Ryska skidskytteförb. | 1+0+0+1 | 45.49,5 | +3.21,8 |
| 25 | 49 | Galina Visjnevskaja        | Kazakstan             | 0+0+0+0 | 46.00,8 | +3.33,1 |
| 26 | 41 | Elena Krutjinkina          | Belarus               | 0+1+0+2 | 46.01,1 | +3.33,4 |
| 27 | 5  | Anaïs Chevalier-Bouchet    | Frankrike             | 1+0+1+0 | 46.01,2 | +3.33,5 |
| 28 | 23 | Jekaterina Avvakumova      | Sydkorea              | 0+1+0+0 | 46.04,8 | +3.37,1 |
| 29 | 48 | Tatjana Akimova            | Ryska skidskytteförb. | 1+1+0+0 | 46.06,6 | +3.38,9 |
| 30 | 6  | Johanna Talihärm           | Estland               | 1+1+0+0 | 46.09,4 | +3.41,7 |
| 31 | 46 | Michaela Carrara           | Italien               | 1+1+0+0 | 46.13,4 | +3.45,7 |
| 32 | 64 | Julija Dzjyma              | Ukraina               | 0+3+0+1 | 46.34,1 | +4.06,4 |
| 33 | 29 | Vanessa Hinz               | Tyskland              | 0+1+1+1 | 46.44,6 | +4.16,9 |
| 34 | 34 | Maren Hammerschmidt        | Tyskland              | 1+0+0+1 | 46.48,4 | +4.20,7 |
| 35 | 27 | Elvira Öberg               | Sverige               | 2+1+1+0 | 46.49,4 | +4.21,7 |
| 36 | 58 | Lotte Lie                  | Belgien               | 1+0+0+0 | 46.51,0 | +4.23,3 |
| 37 | 40 | Eva Puskarčíková           | Tjeckien              | 1+0+0+0 | 46.52,5 | +4.24,8 |
| 38 | 1  | Lisa Vittozzi              | Italien               | 2+1+1+0 | 46.55,7 | +4.28,0 |
| 39 | 32 | Clare Egan                 | USA                   | 0+0+0+3 | 46.55,8 | +4.28,1 |
| 40 | 68 | Joanne Reid                | USA                   | 1+3+0+0 | 46.59,8 | +4.32,1 |